# Зруденіння
Зруденіння (рос. оруденение, англ. mineralization, нім. Mineralisation f) –
- 1) Наявність значної кількості рудних мінералів у гірських породах незалежно від характеру їх розподілу;
- 2) Процес, який викликає появу рудних мінералів у породах.

## Фаза зруденіння
Фаза зруденіння — період утворення родовищ різних рудних формацій, пов'язаних з тим чи іншим комплексом магматичних гірських порід. У межах фази процес рудоутворення розпадається на етапи, які в свою чергу діляться на стадії. Ф.з. за часом відповідає фазі магматизму, фазі орогенезу. Син. — фаза мінералізації, фаза рудовідкладення.